# Al-Furkan (sura)

Al-Furkan w kaligrafii arabskiej

Al-Furkan – w polskim tłumaczeniu Rozróżnienie (arab. ‏الفرقان‎; ’al-furqān) - 25. sura Koranu. Sura klasyfikowana jednomyślnie - zarówno przez uczonych muzułmańskich, jak i badaczy zachodnich – jako sura mekkańska, czyli objawiona przed Hidżrą. Składa się z 77 wersetów (tzw. aja). 

## Pochodzenie nazwy sury
Nazwa sury jest zaczerpnięta z wersetu 1.:

W tłumaczeniu Józefa Bielawskiego:
„Błogosławiony niech będzie Ten, Który zesłał rozróżnienie Swemu słudze, aby był ostrzegającym dla światów! ”
W tłumaczeniu Musy Çaxarxana Czachorowskiego werset:
„Błogosławiony jest Ten, który zesłał Rozróżnienie Swemu słudze, aby był zwiastunem dla światów. ”
Słowo Al-Furkan zgodnie z egzegezą muzułmańską to jedno z określeń samego Koranu. Jest tak nazywany ponieważ jest przyjmowany za ostateczne kryterium rozróżniania pomiędzy prawdą, a fałszem, dobrem, a złem, dozwolonym, a niedozwolonym. Nazwa Al-Furkan (podobnie jak w przypadków nazw większości sur w Koranie) nie opisuje tematu całej sury. Jest swego rodzaju słowem-kluczem, którego zwyczajowo używano, aby odróżnić tę surę od innych.

## Główne wątki i postaci w surze
- pochwała Koranu i Allaha
- argumenty Kurajszytów przeciwko Mahometowi i Koranowi
- piekło
- pogańskie bożki w Dniu Ostatecznym
- przyczyna, dla której Koran jest objawiany stopniowo
- Nuh (Noe), Musa (Mojżesz), Harun (Aaron), ludy Ad i Samud, mieszkańców Ar-Rass
- cechy wierzących i niewierzących[2][5][6]